# Léon Mébiame
Léon Mébiame (Libreville, 1 de septiembre de 1934-ibidem, 18 de diciembre de 2015) fue un político gabonés. Ocupó el cargo de primer ministro entre 1975 y 1990.

## Biografía
Perteneciente al pueblo Beti-Pahuin, Mébiame nació en Libreville. Bajo el régimen colonial francés, llegó a ser inspector de la policía federal en 1956 y fue emplazado en Chad desde el 6 de enero de 1957 hasta marzo de 1959. Tras la independencia, que se dio en 1960, pasó a ser comisario de la policía. Era un colaborador cercano del presidente Omar Bongo y ocupó el cargo de vicepresidente de Gabón desde 1968 hasta 1975, año en el que se abolió el puesto. Posteriormente, fue elegido primer ministro y se desempeñó en el cargo desde el 16 de abril de 1975 hasta el 3 de mayo de 1990. Una vez finalizado su mandato, ejerció la oposición durante los primeros años de la década de 1990.
El 6 de noviembre de 2008, fue nombrado presidente de la cámara de Comercio, Industria y Minas de Libreville. Comenzó a ejercer sus funciones el 4 de diciembre de ese mismo año, sucediendo a Joachim Boussamba. Asimismo, en 2008, el presidente Bongo lo eligió para ocupar un puesto en el Consejo Económico y Social, un órgano consultivo oficial. No obstante, perdió el cargo tras la toma de poder por parte de Ali Bongo Ondimba, hijo de Omar, en 2009.
Mébiame falleció en una clínica de Libreville la madrugada del 17 al 18 de diciembre de 2015, a los 81 años de edad.